# Ставроникита
Ставроникита (на гръцки: Μονή Σταυρονικήτα) е един от светогорските манастири, заемащ в светогорската йерархия 15-о място. Намира се в източната част на Атонския полуостров.

## История
Манастирът е основан през Х век. Според преданието, името си получава поради това, че на това място някога живял отшелник Никита, който правел кръстове (Ставроникита – означава „кръста на Никита“). Първоначално обителта е била посветена на Йоан Кръстител, но била напълно разрушена в епохата на Кръстоносните походи. Съвременният манастир е възстановен от константинополския патриарх Йеремия I през ХVІ век. Манастирския католикон, построен през ХVІ век, е посветен на Свети Николай Чудотворец. Стенописите в храма, и в трапезарията, са дело на известния зограф Теофан Критски.
Манастирът е с неголеми размери, заобиколен с каменна стена с висока кула. Днес в манастира живеят около 30 монаси.
- Стенопис в апсидата
- Разпятие, Теофан Критски, 1545 – 1546 г.

## Ценности и реликви
В манастира се съхраняват ценни реликви: мозаечна икона на Свети Николай Чудотворец, частица от Животворния кръст, частици от мощите на светците Василий Велики, Йоан Златоуст, Григорий Богослов, архидякон Стефан, Свети четиридесет мъченици Севастийски, Теодор Стратилат, Амвросий Медиолански, Йоан Кръстител и други.
В манастирската библиотека се съхраняват 171 ръкописа (58 пергаментови) и 2500 печатни книги.